# Lillian
Lillian er et pigenavn, der stammer fra latin, hvor det betyder 'lilje'. Navnet findes også i formerne Lilian, Liliane og Liliana, og lidt flere end 8.000 danskere bærer en af varianterne i 2011 ifølge Danmarks Statistik I Frankrig bruges Lilian også som et drengenavn.
Navnet kan forkortes til Lilly/Lily, der også fungerer som selvstændige navne.

## Kendte personer med navnet
- Liliane Bettencourt, fransk virksomhedsleder.
- Liliana Cavani, italiensk filminstruktør.
- Lillian Disney, amerikansk tegner.
- Lillian Gish, amerikansk skuespiller.
- Lilian Weber Hansen, dansk operasanger.
- Lillian Hellman, amerikansk dramatiker.
- Lillian Tillegreen, dansk skuespiller.
- Lillian Gjerulf Kretz, dansk journalist, forfatter og studievært.

### Drengenavn
- Lilian Thuram, fransk fodboldspiller.

## Navnet anvendt i fiktion
- "Join the Revelator / Lilian" er et nummer fra Depeche Modes album Playing the Angel fra 2005.